# Tsume Tsume Tsume/"F"
Tsume Tsume Tsume/"F" (爪爪爪／「F」?, Tsume Tsume Tsume/"Efu") è un singolo del gruppo musicale giapponese Maximum the Hormone, pubblicato il 9 giugno 2008 come primo estratto dal quinto album in studio Yoshu Fukushu.

## Descrizione
Il singolo ha raggiunto la seconda posizione nella classifica Oricon ed è stato al 44º posto dei singoli più venduti del 2008. Viene certificato dalla RIAJ come disco d'oro vendendo più di 100 000 copie in Giappone e 150.000 in tutto il mondo.
Il brano "F" parla di uno dei personaggi della saga di Dragon Ball Z, ovvero Freezer. Tale brano, secondo quanto dichiarato da Akira Toriyama, ha inoltre ispirato il titolo del film Dragon Ball Z: La resurrezione di 'F', che vede proprio il ritorno di Freezer.

## Tracce
Testi e musiche di Maximum the Ryo.
1. Tsume Tsume Tsume – 4:16
2. [F] – 4:11
3. Kill All the 394 – 1:47

## Formazione
- Daisuke-han – voce
- Maximum the Ryo-kun – voce, chitarra
- Ue-chan – basso
- Nawo – voce, batteria